# Paritaire commissie
Een paritaire commissie beroepsonderwijs bedrijfsleven is in Nederland een organisatie die afspraken maakt over de inhoud van het mbo-onderwijs. Voor ieder kenniscentrum voor beroepsonderwijs en bedrijfsleven is de paritaire commissie het structurele ontmoetingsplatform tussen het georganiseerde bedrijfsleven en het georganiseerde beroepsonderwijs. De doelstelling van een paritaire commissie is overeenstemming te bereiken over de inhoud van kwalificatiedossiers.
De paritaire commissies zijn dus steeds verbonden aan een van de 17 kenniscentra beroepsonderwijs bedrijfsleven.